# La Mégère apprivoisée (film, 1929)
Pour les articles homonymes, voir La Mégère apprivoisée (homonymie).
Pour plus de détails, voir Fiche technique et Distribution.
La Mégère apprivoisée (titre original : The Taming of the Shrew) est un film américain réalisé par Sam Taylor, sorti en 1929.
Il s'agit d'une adaptation de la pièce de William Shakespeare.

## Synopsis
À Padoue, Baptista désespère de trouver un mari qui puisse résister au caractère colérique de sa fille aînée Catherine.
Car d'autre part il se refuse à chercher un mari pour sa fille cadette Bianca avant d'avoir trouvé un mari pour la première des deux sœurs.
L'un des soupirants de Bianca, Hortensio, reçoit bientôt la visite de Petruchio, un marchand ruiné originaire de Vérone qui lui confie qu'il est venu à Padoue chercher richesse et femme.
Hortensio lui met alors dans la tête de conquérir le cœur de Catherine, ce qui lui donnerait l'occasion de mettre la main sur une dot de 20 000 couronnes d'or.

## Fiche technique
- Titre : La Mégère apprivoisée
- Titre original : The Taming of the Shrew
- Réalisation : Sam Taylor, assisté de Bruce Humberstone
- Adaptation : Sam Taylor d'après la pièce éponyme de William Shakespeare
- Direction artistique : Laurence Irving et William Cameron Menzies
- Costumes : Mitchell Leisen (non crédité)
- Photographie : Karl Struss
- Son : David Forrest
- Montage : Allen McNeil
- Musique : Hugo Riesenfeld (non crédité)
- Production : Mary Pickford
- Sociétés de production : The Elton Corporation et The Pickford Corporation
- Société de distribution : United Artists
- Pays de production :  États-Unis
- Langue originale : anglais
- Format : noir et blanc — 35 mm — 1,20:1 — son Mono (Western Electric Sound System)
- Genre : Comédie dramatique
- Durée : 63 minutes
- Dates de sortie :
  - États-Unis : 16 octobre 1929 (première)
  - États-Unis : 30 novembre 1929 (sortie nationale)

## Distribution
- Mary Pickford : Katherine
- Douglas Fairbanks : Petruchio
- Edwin Maxwell : Baptista
- Joseph Cawthorn : Gremio
- Clyde Cook : Grumio
- Geoffrey Wardwell : Hortensio
- Dorothy Jordan : Bianca